# Nonie Darwish

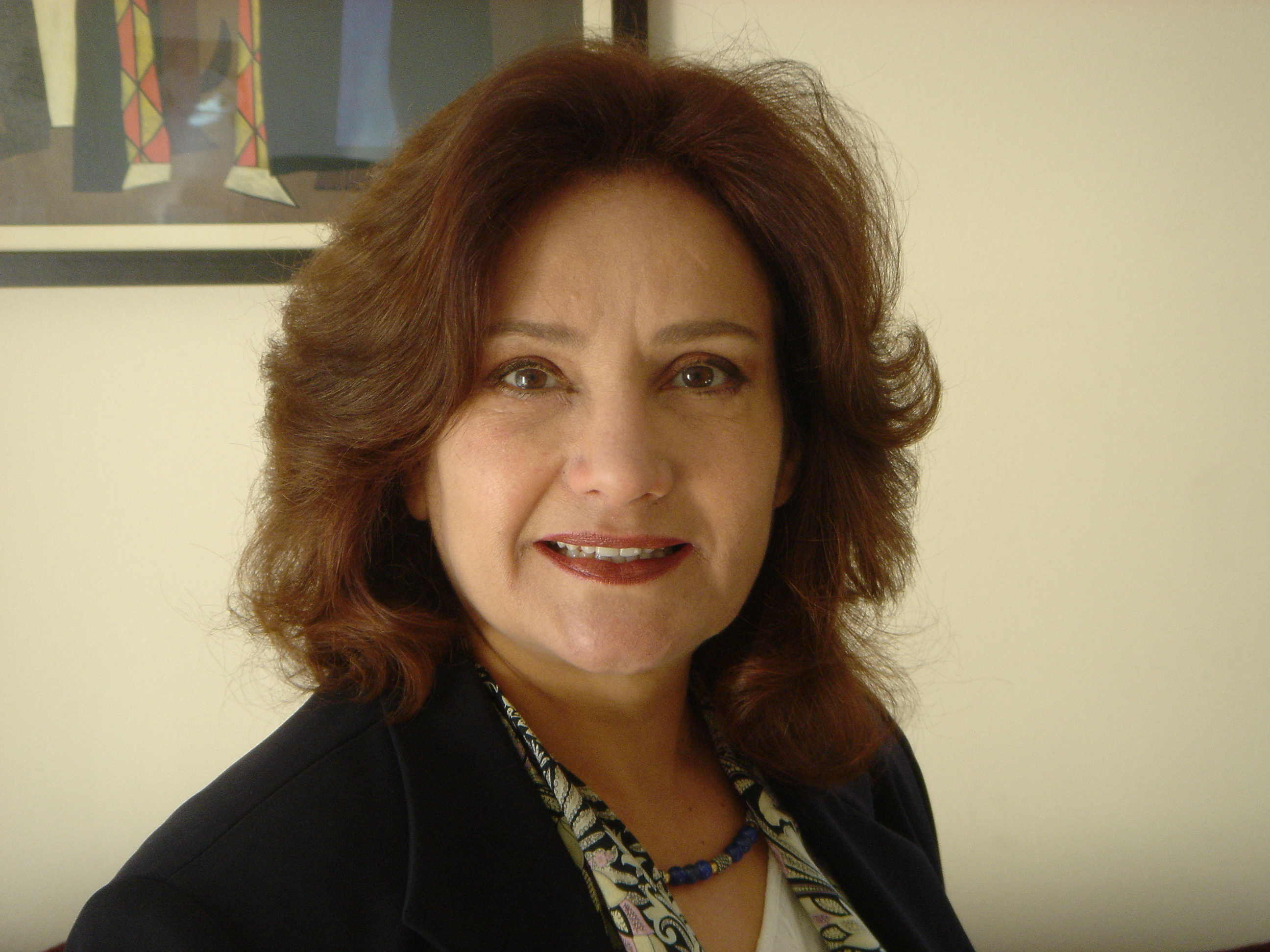
Nonie Darwish

Nonie Darwish (Cairo, 1948) is een Amerikaanse journaliste en schrijfster, die pleit voor verzoening tussen Israël en de Arabische wereld.
Zij is van Egyptische afkomst en verhuisde in 1950 naar Gaza, dat toen door Egypte bezet werd. Haar vader, Mustafa Hafez, was daar luitenant-generaal; hij stichtte er de fedayin die aanvallen uitvoerden op Israël en tussen 1951 en 1956 zeker 400 doden maakten. In juli 1956, toen zij acht jaar oud was, werd haar vader het slachtoffer van een gerichte moordaanslag door het Israëlische leger.  Haar familie keerde terug naar Caïro en in 1978 verhuisde zij met haar echtgenoot naar de Verenigde Staten.  In die periode keerde zij zich ook af van de islam en bekeerde ze zich tot het christendom. Na de aanslagen op 11 september 2001 begon zij zich met haar Arabische en moslimachtergrond uit te spreken tegen het terrorisme en voor het bestaan van Israël. In haar werk en in de spreekbeurten die zij geeft, is ook erg kritisch tegenover de islam als dusdanig, ook tegenover de zogenaamd gematigde islam. "Kinderen in de Arabische wereld worden opgevoed in een sfeer van haat en wraak tegenover de joden. De Arabische wereld heeft de Palestijnen nooit willen helpen; zij moeten vluchtelingen blijven, als menselijke tijdbom tegen Israël. Het haatdiscours vernietigt ook het moreel weefsel en de kwaliteit van de Arabische cultuur."
Nonie Darwish is voorzitter van de in 2009 in de Verenigde Staten opgerichte organisatie Former Muslims United, die de belangen wil behartigen van vervolgde en bedreigde voormalige moslims.

## Werk
- Now They Call Me Infidel: Why I Renounced Jihad for America, Israel, and the War on Terror. Sentinel HC, 2006. ISBN 1595230319
- Cruel But Usual Punishment: The Terrifying Global Implications of Islamic Law. Nashville, Tenn. : Thomas Nelson, 2009. ISBN 1595551611. ISBN 9781595551610.
- The Devil We Don't Know: The Dark Side of Revolutions in the Middle East. Wiley, 2012. ISBN 1118133390. ISBN 978-1118133392